# 말랑 (프로게이머)
말랑(본명: 김근성, 2000년 2월 9일 ~ )은 대한민국의 리그 오브 레전드 프로게이머로 아이디는 Malrang이다. 포지션은 정글이다. 현재 로그 소속이다.

## 선수 생활
2017년 1월 5일, 에버8 위너스의 정글러로 입단하면서 프로 커리어를 시작했다.
2018시즌을 앞두고 로열 밴디츠에 입단했다.
2018년 6월, 위너스에 입단하면서 복귀했다.
2019시즌을 앞두고 진에어 그린윙스에 입단했다. 스프링 시즌 진에어에서는 좋지 않은 모습을 보여주었다. 서머 시즌에서는 반등에 성공했으며 좋은 모습을 보여주었다.
2020시즌을 앞두고 KT 롤스터에 입단했다. 스프링 시즌 보노와의 주전경쟁에서 패배하면서 서브 선수로 밀려났다. 서머 시즌에서도 서브 선수로 활동했다.
2021시즌을 앞두고 담원 기아의 2군팀에 입단했다. 2021 MSI를 앞두고 담원의 1군에 합류했으며 MSI에 참가했다. 2021 서머 시즌 담원 1군 로스터에 잔류했다. 담원이 포지션 팀원들의 변경을 가지며 경기를 치르게 되자 출전 기회를 잡게 되었다. 서머 시즌 담원이 우승하면서 커리어 첫 우승을 경험했다. 2021시즌 시즌 종료 후 팀에서 퇴단했다.
2022시즌을 앞두고 유럽 리그의 로그에 입단했다.

## 소속팀
| # | 팀명            | 소속 기간               | 소속 리그 | 비고 |
| - | --------------- | ----------------------- | --------- | ---- |
| 1 | 에버8 위너스    | 2017.01.05 ~ 2017.12.09 | CK        |      |
| 2 | 로열 밴디츠     | 2017.12.09 ~ 2018.05.03 | TCL       |      |
| 3 | 위너스          | 2018.06.07 ~ 2018.09.23 | CK        |      |
| 4 | 진에어 그린윙스 | 2018.11.27 ~ 2019.10.31 | LCK       |      |
| 5 | KT 롤스터       | 2019.12.06 ~ 2020.11.16 | LCK       |      |
| 6 | DWG KIA         | 2020.12.17 ~ 2021.12.04 | LCK       |      |
| 7 | 로그            | 2021.12.17 ~            | LEC       |      |

## 수상 내역
- 리그 오브 레전드 챌린저스 코리아 2017 스프링 우승
- 터키 챔피언십 리그 2018 윈터 준우승
- 리그 오브 레전드 챌린저스 코리아 2018 서머 준우승
- 미드 시즌 인비테이셔널 2021 준우승
- 2021 리그 오브 레전드 챔피언스 코리아 서머 우승
- 리그 오브 레전드 유러피언 챔피언십 2022 스프링 준우승
- 리그 오브 레전드 유러피언 챔피언십 2022 서머 우승